# Elimia impressa
†Elimia impressa là một loài ô ốc nước ngọt trong họ Pleuroceridae. Đây là loài bản địa Hoa Kỳ. Loài này hiện đã tuyệt chủng.